# Санчес, Бланка
Бланка Санчес де ла Фуэнте (исп. Blanca Sanchez de la Fuente; 2 марта 1946, Мехико, Мексика — 7 января 2010, там же) — мексиканская актриса театра и кино, общественный деятель и радиоактриса, внёсшая без малого значительный вклад в развитие мексиканского кинематографа, 95 работ в кино и телесериалах, одна из последних актрис «Золотого века мексиканского кинематографа».

## Биография
Родилась 2 марта 1946 года в Мехико в семье композитора Луиса Санчеса Сильвы и радиоактрисы Офелии де ла Фуэнте. Имела брата, актёра Серхио Санчеса (?— 16.09.2004). Дебютировала в качестве радиоактрисы, а в 1957 году и в качестве киноактрисы и снялась в 95 работах в кино и телесериалах. В 1963 году дебютировала в мексиканском театра и сыграла роли в ряде театральных постановок, за что была отмечена несколькими театральными наградами. С 2004 по 2006 год занимала должность секретаря казначейства Национальной ассоциации актёров, кроме этого состояла членом ANDA вплоть до своей смерти.
Скончалась 7 января 2010 года в Мехико.

### Личная жизнь
Бланка Санчес была трижды замужем:
- Первым супругом являлся Гарриет Вудсиде. Личная жизнь не сложилась, супруги развелись.
- Вторым супругом являлся Хосе Антонио Массад. Этот союз был очень крепким, но просуществовал недолго из-за скорпостижной смерти супруга.
- Третьим супругом являлся актёр и режиссёр Роберто Шлоссер (1937—2008). В этом браке родилась дочь Валери Шлоссер, однако брак постигла та же участь, как первый брак.

## Фильмография

### Теленовеллы
- Lola, érase una vez (2007) …. Nilda Lobo de Santodomingo.
- Corazones al límite (2004) …. Martha.
- Las vías del amor (2002—2003) …. Artemisa Barragán vda. de Quezada.
- Navidad sin fin (2001) …. Matilde.
- Primer amor a mil X hora (2000) …. Andrea Camargo de Ventura.
- Rencor apasionado (1998) …. Elena Del Campo Vda. de Gallardo.
- El secreto de Alejandra (1997) …. Rosalía.
- La sombra del otro (1996) …. Dorita Villavicencio de Madrigal.
- Buscando el paraíso (1993) …. Gabriela.
- Las secretas intenciones (1992) …. Carolina Arteaga de Curiel.
- La sonrisa del diablo (1992) …. Martha Esparza.
- La fuerza del amor (1990) …. Irene.
- Luz y sombra (1989)…. Aurora Linares de Guerra.
- Amor en silencio (1988) …. Productora
- Quinceañera (1987—1988)…. Ana María Contreras de Villanueva
- Senda de gloria (1987) …. Fernanda Álvarez
- Eclipse (1984) …. Alicia
- Vivir enamorada (1982) …. Miriam
- J.J. Juez (1979) …. Julia Jiménez
- Mi amor frente al pasado (1979)
- María José (1978) …. Nadia
- Teresa Raquin (1977)
- Marcha nupcial (1977) …. Imelda
- Mi hermana la nena (1976) …. Regina
- Los bandidos del río frío (1976)
- Muñeca (1974) …. Laura
- Los miserables (1973) …. Fantine
- Extraño en su pueblo (1973) …. Vanesa
- Aquí está Felipe Reyes (1972)
- Velo de novia (1971) …. Irene
- La maestra (1971)
- Rafael (1970)
- El precio de un hombre (1970)
- El retrato de Dorian Gray (1969) …. Verónica
- Chucho el Roto (1968) …. Carolina de Frizac
- Leyendas de México (1968)
- Águeda (1968) …. Eva
- Sonata de otoño (1967) …. Martha
- La tormenta (1967) …. Ángela
- Lo prohibido (1967)
- Vértigo (1966)
- La Duquesa (1966)
- La calle en que vivimos (1965)
- Siempre tuya (1964) …. Teddy
- Lo imperdonable (1963) …. Cristina
- Madres egoístas (1963)
- Marcela (1962)

### Многосезонные ситкомы
- Mujeres asesinas (2009) — Capítulo: Clara, fantasiosa (Mamá de Clara)
- Televiteatros (1993)
- Женщина, случаи из реальной жизни (1985—2007)

### Художественные фильмы
- 2009 — No eres tú, soy yo — Estela.
- 2008 — Enemigos íntimos.
- 2002 — Piel de víbora.
- 2001 — Piedras verdes.
- 1991 — Con el amor no se juega — Ofelia.
- 1990 — Y tú.. quién eres?.
- 1989 — Lugar en el sol — Raquel.
- 1980 — Pepi, Luci, Bom y otras chicas del montón.
- 1979 — María de mi corazón.
- 1979 — El amor de mi vida.
- 1978 — Te quiero.
- 1974 — El karateca azteca.
- 1973 — Adiós, New York, adiós — Rebeca.
- 1973 — En busca de un muro — Hermana de Orozco.
- 1973 — Tu camino y el mío.
- 1971 — Cuatro Evas para un Adán — Julieta.
- 1970 — Los amores de Chucho el Roto — Matilde de Frizac.
- 1970 — El inolvidable Chucho el Roto — Matilde de Frizac.
- 1970 — Mamá Dolores.
- 1970 — La vida de Chucho el Roto — Matilde de Frizac.
- 1970 — Yo soy Chucho el Roto — Matilde de Frizac.
- 1970 — Ha entrado una mujer.
- 1970 — La mentira — Virginia Castelo Blanco.
- 1969 — Juan el desalmado.
- 1969 — Cuando los hijos se van.
- 1968 — Prohibido.
- 1968 — Cuatro contra el crimen.
- 1967 — Los tres mosqueteros de Dios.
- 1967 — Los perversos (a go go) — Lorene.
- 1966 — Arañas infernales.
- 1966 — El falso heredero.
- 1966 — Los jinetes de la bruja.
- 1966 — Los mediocres — segmento «El Alacrán».
- 1966 — Matar es fácil.
- 1965 — Tiempo de morir — Sonia.
- 1965 — El día comenzó ayer.
- 1965 — Las delicias del matrimonio.
- 1965 — Canta mi corazón — Malisa.
- 1964 — Los novios de mis hijas — Rosa.
- 1964 — La sombra de los hijos.

## Театральные работы
- Como envejecer con gracia (2007)
- Tres mujeres altas (1998)
- Dos tandas por un boleto (1985)
- El próximo año a la misma hora (1981)
- Aquelarre (1976)
- Синяя птица (1976)
- El ensueño (1972)
- Los asesinos ciegos (1969)
- Una noche con Casanova (1964)
- La vidente (1963)
- Muchacha de campo (1963)

## Награды и премии

### Premios TVyNovelas
| Año  | Categoría            | Telenovela            | Resultado |
| ---- | -------------------- | --------------------- | --------- |
| 1993 | Mejor primera actriz | La sonrisa del diablo | Nominada  |
| 1988 | Mejor primera actriz | Senda de gloria       | Nominada  |